# Якут аль-Хамави
Шихабуддин Абу Абдуллах Якут ибн Абдуллах аль-Хамави (араб. ياقوت الحموي‎; род. между 1178 и 1180 годом, Малая Азия — ум. 1229 г., Алеппо) — мусульманский учёный и писатель, филолог, путешественник, историк и географ.

## Биография
По происхождению — малоазийский грек. Будучи ребёнком, Якут был захвачен в плен и в качестве мауля продан в Багдаде сирийскому купцу по имени Аскар ибн Ибрахим аль-Хамави, который воспитал его в исламских традициях, обучил и сделал своим приказчиком и торговым агентом. С торговыми караванами и судами Якут объездил Египет, Сирию, Палестину, Аравию, побережье и острова Персидского залива.
В 1199 году он получил свободу, после чего посвятил себя книжному делу — переписке книг и книготорговле. Первоначально обосновался на постоянное жительство в Багдаде. С 1213 года снова начинаются его путешествия, в которых Якут, соединяя торговлю с научными знаниями, знакомился со многими городами и странами. Он едет в Тебриз, потом в Сирию (Дамаск, Алеппо), потом в Мосул, наконец, в Мерв в Хорасане. В Мерве он остаётся три года, усиленно занимаясь в богатых библиотеках. Именно здесь он начинает собирать материалы для своих главных работ.
В библиотеках Мерва Якут собрал основной материал для написания географического словаря «Му’джам аль-булдан» («Словарь городов»). Одним из главнейших его источников является «Китаб аль-ансаб» («Книга генеалогий») Абу Са‘д ас-Сам‘ани. Это сочинение было использовано Якутом систематически и дало ему богатый географический и биографический материал. Якут был учеником Абу-ль-Музаффара ’Абд ар-Рахим ибн ’Абд ал-Карим ас-Сам’ани (1142—1220), у которого записал сведения о филологах и поэтах Хорасана для своего биографического словаря «Иршад аль-ариб иля ма’рифат адиб», известного также как «Му’джам аль-удаба'».
Среди учёных занятий и путешествий в Хорасане и Хорезме Якута застигла надвинувшаяся тогда угроза — монгольское завоевание Средней Азии. Пришлось бросить все и бежать, сначала в Мосул, а потом в Алеппо к учёному и гостеприимному визирю Ибн-аль-Кифти, автору большого географического словаря учёных. Якут прибыл к нему в 1222 году. Спокойное пребывание в Алеппо в течение двух лет дало ему возможность завершить своё грандиозное дело — составление огромного географического словаря, который он закончил 13 марта 1224 года. Потом он ездил в Мосул и Египет и, наконец, в 1228 году опять вернулся в Алеппо. Здесь он ещё продолжал работать над отделкой своего географического сочинения и умер 20 августа 1229 года.
Придерживался хариджитских взглядов, в чём сказывалась независимость Якута по отношению к традиции и самостоятельность в суждениях. После неоднократных столкновений с шиитами Якут был вынужден в 1216 году бежать из Дамаска в Среднюю Азию.

## Творчество
Сбором научного материала Якут аль-Хамави занимался всю жизнь. К окончательному оформлению сочинений он приступил ещё в Мерве, в 1218 году, а закончил в Алеппо (Халебе).
Якут — автор биографически-энциклопедического «Словаря литераторов» («Иршад аль-ариб иля Марифат аль-адиб»), содержащего около 1100 жизнеописаний арабских литераторов и учёных VII—XIII веков, продолжившего жанровую традицию историко-литературных антологий. Его персоналии — в основном представители художественной культуры, филологи, историки и географы, около 10 % — религиозные деятели. Около 30 % статей — о тех деятелях и событиях, о которых впервые упоминается Якутом в арабских биографических сочинениях. Особый интерес автор проявлял к ересям и еретикам, а также к деятелям Х столетия.
Написал также топонимический «Словарь стран» («Муджам аль-булдан», около 16 000 статей), обобщивший арабские географические знания домонгольского периода.

## Сочинения
Yaqut´s dictionary of learned men, v.1-20, Cairo 1938.